# Marc-Antoine Loemba
Marc-Antoine Thibault Loemba-Pangoud (* 21. Juni 2003 in Bezons) ist ein französischer Basketballspieler.

## Werdegang
Loemba spielte Basketball in seiner Heimatstadt Bezons im Großraum Paris und wechselte als Jugendlicher in die Nachwuchsabteilung von JSF Nanterre. Dort war er Mannschaftskamerad des als Ausnahmetalent gehandelten Victor Wembanyama. 2015 wurden beide mit Nanterre französischer Jugendmeister in der Altersklasse U15.
Im Sommer 2021 wechselte Loemba in den Nachwuchs des deutschen Bundesligisten Ratiopharm Ulm. Er spielte fortan für die Ulmer Fördermannschaft OrangeAcademy in der 2. Bundesliga ProB und wurde im Februar 2022 im Europapokalwettbewerb EuroCup erstmals in einem Spiel von Ratiopharm Ulm eingesetzt. Anfang November 2022 vermeldete der deutsche Zweitligist PS Karlsruhe Loembas Verpflichtung. Er war bis zum Ende des Spieljahres 2022/23 Mitglied der Karlsruher Mannschaft.